# جيمي أشدون
جيمي أشدون (بالإنجليزية: Jamie Ashdown)، من مواليد 30 نوفمبر 1980 في ريدينغ في إنجلترا، لاعب كرة قدم إنجليزي.
بدأ مسيرته الكروية مع نادي ريدينغ في عام 1998، ولعب معهم حتى عام 2004، وشارك معهم في 13 مباراة، وفي عام 2001 أعير إلى نادي غرافسيند أند نورثفليت، وفي عام 2002 أعير إلى نادي بورنيموث، وشارك معهم في مباراتين، وفي موسم 2003/2004 أعير إلى نادي روشدن أند دايموندز، ولعب معهم 13 مباراة، وفي عام 2004 انتقل إلى نادي بورتسموث، وهو يلعب لهم حتى الآن، وفي عام 2006 أعير إلى نادي نوريتش سيتي، ولعب معهم مباراتين.

## روابط خارجية
- جيمي أشدون على موقع قاعدة بيانات كرة القدم.إي يو (الإنجليزية)
- جيمي أشدون على موقع Soccerbase.com (لاعب) (الإنجليزية)
- جيمي أشدون على موقع عالم كرة القدم.نت (الإنجليزية)
- جيمي أشدون على موقع كووورة